# Вілліска (Айова)
Вілліска (англ. Villisca) — місто (англ. city) в США, в окрузі Монтгомері штату Айова. Населення — 1132 особи (2020).

## Географія
Вілліска розташована за координатами 40°55′47″ пн. ш. 94°58′55″ зх. д. / 40.92972° пн. ш. 94.98194° зх. д. (40.929827, -94.981924).  За даними Бюро перепису населення США в 2010 році місто мало площу 4,93 км², уся площа — суходіл.

## Демографія
Згідно з переписом 2010 року, у місті мешкали 1252 особи в 525 домогосподарствах у складі 331 родини. Густота населення становила 254 особи/км².  Було 614 помешкання (125/км²).
Расовий склад населення:
| - 97,4 % — білих - 0,9 % — корінних американців - 0,2 % — вихідців з тихоокеанських островів - 0,2 % — чорних або афроамериканців - 0,2 % — азіатів |

До двох чи більше рас належало 0,5 %. Частка іспаномовних становила 3,0 % від усіх жителів.
За віковим діапазоном населення розподілялося таким чином: 23,2 % — особи молодші 18 років, 54,8 % — особи у віці 18—64 років, 22,0 % — особи у віці 65 років та старші. Медіана віку мешканця становила 42,6 року. На 100 осіб жіночої статі у місті припадало 90,6 чоловіків;  на 100 жінок у віці від 18 років та старших — 84,3 чоловіків також старших 18 років.
Середній дохід на одне домашнє господарство  становив 40 721 долар США (медіана — 32 042), а середній дохід на одну сім'ю — 44 221 долар (медіана — 38 125). Медіана доходів становила 33 500 доларів для чоловіків та 28 182 долари для жінок. За межею бідності перебувало 22,3 % осіб, у тому числі 28,0 % дітей у віці до 18 років та 11,9 % осіб у віці 65 років та старших.
Цивільне працевлаштоване населення становило 525 осіб. Основні галузі зайнятості: виробництво — 20,6 %, освіта, охорона здоров'я та соціальна допомога — 20,6 %, роздрібна торгівля — 15,8 %.